# Аз-Заркаши
Бадруддин аз-Заркаши (араб. بدر الدين الزركشي‎; 1344, Каир — 1392, Египет) — мусульманский учёный-богослов, правовед (факих), юрист (усули), хадисовед (мухаддис) и историк.

## Биография
Его полное имя: Абу Абдуллах Бадруддин Мухаммад ибн Бахадир ибн Абдуллах аз-Заркаши аль-Мисри.
О его жизни известно очень мало. Есть сведения, что он был родом из Египта и ещё в молодости отправился в Западную Азию в поисках знаний. Принадлежал к правовой школе шафиитского мазхаба. В Дамаске изучал хадисы под руководством старейшин Джамалуддина аль-Иснави и Ибн Кудамы аль-Макдиси, в Алеппо изучал фикх у Шихабуддина аль-Азраи. Среди его учителей называются также Сираджуддин аль-Булькини и Ибн Касир. Среди его учеников были Шамсуддин аль-Бармади и Наджмуддин ибн Хаджи ад-Димашки. После завершения обучения вернулся в Египет, умер, вероятно, там же.

## Труды
Аз-Заркаши оставил довольно большое количество трудов по мусульманскому праву. Важнейшие из них:
- Al-Bahru al-Muhith
- Salasil adz-Dzhahab
- Al-Burhan fi `ulum al-Qur’an
- I`lanu as-Sajid bi Ahkami al-Masajid
- Al-Ijabah lima Istadrakathu `Aisyah `ala ash-Shahabah
- At-Tadzkirah fi al-Ahadits al-Musytaharah
- Risalah fi Ma`na Kalimati at-Tauhid Laa Ilaha Illallah
- Al-Qawa’id fi Furu`i asy-Syafi`iyyah
- At-Tanqih bi Syarhi al-Jami` ash-Shahih
- Takhrij Ahadits asy-Syarh al-Kabir li ar-Rafi`i
- Al-Ghurar as-Safir fima Yahtaju ilaihi al-Musafir